# Copa Solidaridad de la AFC 2016
La Copa Solidaridad de la AFC 2016 fue la I edición de este torneo internacional dirigido a las selecciones nacionales de fútbol con el menor ranking de la Confederación Asiática de Fútbol (AFC). Se llevó a cabo del 5 al 12 de noviembre de 2016 en la ciudad de Kuching, Malasia.

## Elección del país anfitrión
No hubo un proceso como tal para elegir al país anfitrión del torneo. El 8 de septiembre de 2016 la AFC lanzó de manera oficial la Copa Solidaridad y ese mismo día Malasia fue anunciado como sede de la primera edición del torneo.

## Organización

### Sede
| Kuching                                              | Kuching                |
| ---------------------------------------------------- | ---------------------- |
| Estadio Sarawak                                      | Estadio Estado Sarawak |
| Capacidad: 40 000                                    | Capacidad: 26 000      |
|                                                      |                        |
| Kuching, sede de la Copa Solidaridad de la AFC 2016. |                        |

El 16 de octubre de 2016 la AFC anunció que todos los partidos tendrán lugar en dos estadios de la ciudad de Kuching, estado de Sarawak.
Según el ministro adjunto de Juventud y Deportes de Malasia, Datuk Abdul Karim Rahman Hamzah, Kuching fue elegida por la AFC como sede de la primera Copa Solidaridad porque la ciudad cuenta con dos estadios calificados para albergar partidos internacionales, además, el gran número de seguidores del fútbol entre su población también fue un factor importante para que fuera elegida sede.

### Formato de competición
La Copa Solidaridad de la AFC 2016 se desarrolla dividido en dos fases: Fase de grupos y Fase de eliminación.
En la Fase de grupos las 7 selecciones participantes son divididas en 2 grupos de 3 y 4 equipos; cada equipo juega una vez contra los rivales de su grupo bajo un sistema de todos contra todos. Los equipos son clasificados en los grupos según los puntos obtenidos, que son otorgados de la siguiente manera:
- 3 puntos por partido ganado.
- 1 punto por partido empatado.
- 0 puntos por partido perdido.

Si al finalizar los partidos de la fase de grupos dos o más equipos terminan empatados en puntos se aplican los siguientes criterios de desempate (en orden descendente):
Criterios de enfrentamientos directos
- Mayor número de puntos obtenidos en los partidos jugados entre los equipos en cuestión.
- Diferencia de gol superior producto de los partidos jugados entre los equipos en cuestión.
- Mayor número de goles marcados en los partidos jugados entre los equipos en cuestión.

Si luego de aplicar los criterios de enfrentamientos directos dos o más equipos todavía siguen empatados los criterios de enfrentamientos directos se vuelven a aplicar exclusivamente a los partidos jugados entre los equipos en cuestión para determinar sus posiciones finales. Si este procedimiento no conduce a un desempate se aplican los criterios de resultados de grupo:
Criterios de resultados de grupo
- Diferencia de gol superior producto de todos los partidos de grupo jugados.
- Mayor número de goles marcados en todos los partidos de grupo jugados.
- Tiros desde el punto penal, solo si son 2 los equipos empatados en cuestión y ambos se encuentran en el campo de juego.
- Un sorteo dirigido por el Comité Organizador.
- La puntuación más baja, calculada de acuerdo con la fórmula establecida en el Apéndice 1 del Reglamento de Competición del torneo, relativo al número de tarjetas amarillas y rojas recibidas por cada equipo en los partidos de grupo.
  - Por tarjeta amarilla: 1 punto;
  - Por tarjeta roja (como consecuencia de 2 tarjetas amarillas): 3 puntos;
  - Por tarjeta roja (directa): 3 puntos;
  - Por tarjeta amarilla seguida de una tarjeta roja (directa): 4 puntos.
- Sorteo.

Al concluir la fase de grupos los equipos ubicados en el primer y segundo lugar de cada grupo se clasifican a la fase de eliminación para jugar las semifinales.
La fase de eliminación consiste de las semifinales, partido por el tercer lugar y la final. Todos los partidos de la fase de eliminación se juegan bajo un sistema de eliminación directa, si algún partido termina empatado luego de los 90 minutos de tiempo de juego reglamentario se procede a jugar un tiempo extra consistente en dos periodos de 15 minutos, si la igualdad persiste tras el tiempo extra se define al ganador mediante tiros desde el punto penal.
Los emparejamientos de las semifinales fueron definidos de la siguiente manera:
- Semifinal 1: Ganador del grupo A vs Segundo del grupo B
- Semifinal 2: Ganador del grupo B vs Segundo del grupo A

Los dos perdedores de las semifinales pasan a disputar el partido por el tercer lugar, mientras que los ganadores de las semifinales se clasifican para la final, partido en el cual se determina el campeón del torneo.

### Calendario
La AFC anunció los días de inicio y final del torneo en mayo de 2016. Una vez realizado el sorteo para conformar los grupos se presentó el calendario con las dos opciones de formato de competencia dependiendo de la cantidad final de equipos participantes (nueve u ocho). Tras los retiros de Pakistán y Bangladés se conoció el calendario definitivo del torneo.

## Equipos participantes
En un principio se tenía previsto que nueve u ocho selecciones participen en el torneo, estos eran los seis equipos que quedaron eliminados en la primera ronda de la clasificación conjunta de la AFC para la Copa Mundial de Fútbol de 2018 y la Copa Asiática 2019 y dos o tres perdedores de la Ronda de play-off II de la clasificación para la Copa Asiática 2019. Bután había expresado su desinterés para participar en este torneo en caso hubiera resultado perdedor de su serie contra Bangladés en la Ronda de play-off II por lo que el número de equipos participantes dependía de esta circunstancia. Finalmente Bután logró imponerse a Bangladés y avanzó a la Tercera ronda de la clasificación para la Copa Asiática 2019, sin embargo, las selecciones de Pakistán y Bangladés decidieron no participar de la competencia con lo que el número de equipos participantes quedó reducido a siete.
| Equipos eliminados en la primera ronda                                |
| --------------------------------------------------------------------- |
| - Brunéi - Macao - Mongolia - Nepal - Pakistán (retirado) - Sri Lanka |

| Equipos eliminados en la Ronda de play-off II  |
| ---------------------------------------------- |
| - Laos - Bangladés (retirado) - Timor Oriental |

### Sorteo
El sorteo para la conformación de los grupos se realizó el 8 de septiembre de 2016 a las 15:00 hora local (UTC+8) en la sede de la AFC ubicada en Kuala Lumpur, Malasia. Como el sorteo se efectuó antes de que la Ronda de play-offs de la clasificación para la Copa Asiática 2019 culmine solo se conocían las identidades de las seis selecciones que quedaron eliminadas en la primera ronda de la clasificación para la copa asiática, las otras tres selecciones se conocerían una vez concluida la ronda de play-offs II.
Los 9 equipos participantes fueron distribuidos en 4 bombos, los primeros 3 bombos conteniendo a los 6 equipos provenientes de la primera ronda de clasificación y el cuarto bombo con los tres equipos provenientes de la ronda de play-offs II. La distribución de los equipos en los bombos 1, 2 y 3 fue hecha sobre la base de la posición que ocuparon en el ranking FIFA vigente al momento del sorteo que correspondía al publicado el 11 de agosto de 2016.
Entre paréntesis se indica el puesto de cada selección en el ranking FIFA tomado en consideración.
| Eliminados en la primera ronda de clasificación | Eliminados en la primera ronda de clasificación | Eliminados en la primera ronda de clasificación | Eliminados en la ronda de play-off II                                                                             |
| Bombo 1                                         | Bombo 2                                         | Bombo 3                                         | Bombo 4 |
| ----------------------------------------------- | ----------------------------------------------- | ----------------------------------------------- | --- |
| Nepal (188) Sri Lanka (193)                     | Pakistán (194) Macao (195)                      | Brunéi (198) Mongolia (202)                     | Perdedor de la serie 2.1 ( Laos) Perdedor de la serie 2.2 ( Bangladés) Perdedor de la serie 2.3 ( Timor Oriental) |

El procedimiento del sorteo fue el siguiente:
- En primer lugar se sortearon a los equipos del bombo 4. Debido al desinterés de Bután para participar en el torneo el perdedor de la serie 2.2 fue asignado directamente a la posición 5 del grupo A para asegurar que cada grupo tenga al menos 4 equipos si se daba el caso que Bután hubiese perdido su serie en la ronda de play-offs II.
- Seguidamente los dos equipos restantes del bombo 4 fueron sorteados y colocados en la posición 4 de los grupos A y B, en ese orden.
- Luego fueron sorteados los equipos del bombo 3, el equipo en la primera bolilla en salir fue colocado en la tercera posición del grupo A mientras el equipo restante fue colocado en la tercera posición del grupo B.
- La misma mecánica anterior se repitió para sortear los bombos 2 y 1, en ese orden, y sus equipos fueron colocados en las posiciones 2 y 1 de ambos grupos.

De esta manera quedaron conformados los dos grupos.
La conducción del sorteo estuvo a cargo el director de competencias de selecciones nacionales de la AFC, Avazbek Berdikulor.

## Resultados
- Las horas indicadas en los partidos corresponden al huso horario local de Malasia (Hora estándar de Malasia – MST): UTC+8.

### Fase de grupos

#### Grupo A
| Pos. | Selección      | PJ | PG | PE | PP | GF | GC | DG | Pts. | Clasificación       |
| ---- | -------------- | -- | -- | -- | -- | -- | -- | -- | ---- | ------------------- |
| 1    | Nepal          | 2  | 1  | 1  | 0  | 3  | 0  | +3 | 4    | Fase de eliminación |
| 2    | Brunéi         | 2  | 1  | 0  | 1  | 4  | 3  | +1 | 3    | Fase de eliminación |
| 3    | Timor Oriental | 2  | 0  | 1  | 1  | 0  | 4  | -4 | 1    |                     |
| 4    | Pakistán       | 0  | 0  | 0  | 0  | 0  | 0  | 0  | 0    | Retirado            |
| 5    | Bangladés      | 0  | 0  | 0  | 0  | 0  | 0  | 0  | 0    | Retirado            |

| 2 de noviembre de 2016, 19:30 | Brunéi                                            | 4:0 (0:0) | Timor Oriental | Estadio Sarawak, Kuching                               |                                                        |
|                               | Azwan A. 63' 69' · Shahrazen 71' (pen.) · Adi 80' | Reporte   |                | Asistencia: 100 espectadores Árbitro(s): Payam Heidari | Asistencia: 100 espectadores Árbitro(s): Payam Heidari |

| 5 de noviembre de 2016, 19:30 | Timor Oriental | 0:0     | Nepal | Estadio Negeri, Kuching                                    |                                                            |
|                               |                | Reporte |       | Asistencia: 315 espectadores Árbitro(s): Saoud Ali Al-Adba | Asistencia: 315 espectadores Árbitro(s): Saoud Ali Al-Adba |

| 8 de noviembre de 2016, 19:30 | Nepal                                          | 3:0 (1:0) | Brunéi | Estadio Sarawak, Kuching                                   |                                                            |
|                               | Nawayug 45'+2' · Bharat 72' · Bimal 80' (pen.) | Reporte   |        | Asistencia: 210 espectadores Árbitro(s): Mohammed Al Hoish | Asistencia: 210 espectadores Árbitro(s): Mohammed Al Hoish |

#### Grupo B
| Pos. | Selección | PJ | PG | PE | PP | GF | GC | DG | Pts. | Clasificación       |
| ---- | --------- | -- | -- | -- | -- | -- | -- | -- | ---- | ------------------- |
| 1    | Macao     | 3  | 2  | 1  | 0  | 7  | 3  | +4 | 7    | Fase de eliminación |
| 2    | Laos      | 3  | 2  | 0  | 1  | 6  | 5  | +1 | 6    | Fase de eliminación |
| 3    | Mongolia  | 3  | 1  | 0  | 2  | 3  | 5  | -2 | 3    |                     |
| 4    | Sri Lanka | 3  | 0  | 1  | 2  | 2  | 5  | -3 | 1    |                     |

| 3 de noviembre de 2016, 16:30 | Sri Lanka     | 1:2 (0:0) | Laos                       | Estadio Negeri, Kuching                                    |                                                            |
|                               | Asikur 90'+3' | Reporte   | Moukda 58' · Khamphanh 83' | Asistencia: 100 espectadores Árbitro(s): Mohammed Al Hoish | Asistencia: 100 espectadores Árbitro(s): Mohammed Al Hoish |

| 3 de noviembre de 2016, 19:30 | Macao          | 2:1 (1:1) | Mongolia     | Estadio Sarawak, Kuching                                     |                                                              |
|                               | Torrão 14' 75' | Reporte   | Tuguldur 29' | Asistencia: 90 espectadores Árbitro(s): Chuan Hui Jansen Foo | Asistencia: 90 espectadores Árbitro(s): Chuan Hui Jansen Foo |

| 6 de noviembre de 2016, 16:30 | Laos         | 1:4 (1:1) | Macao                                | Estadio Sarawak, Kuching                             |                                                      |
|                               | Khamphanh 3' | Reporte   | Lao 21' · Leong 67' · Torrão 79' 87' | Asistencia: 67 espectadores Árbitro(s): Kim Woo-Sung | Asistencia: 67 espectadores Árbitro(s): Kim Woo-Sung |

| 6 de noviembre de 2016, 19:30 | Mongolia                        | 2:0 (0:0) | Sri Lanka | Estadio Negeri, Kuching                                            |                                                                    |
|                               | Naranbold 50' (pen.) 66' (pen.) | Reporte   |           | Asistencia: 226 espectadores Árbitro(s): Muhammad Nazmi Nasaruddin | Asistencia: 226 espectadores Árbitro(s): Muhammad Nazmi Nasaruddin |

| 9 de noviembre de 2016, 19:30 | Sri Lanka  | 1:1 (1:0) | Macao    | Estadio Negeri, Kuching                               |                                                       |
|                               | Kavindu 5' | Reporte   | Choi 86' | Asistencia: 93 espectadores Árbitro(s): Payam Heidari | Asistencia: 93 espectadores Árbitro(s): Payam Heidari |

| 9 de noviembre de 2016, 19:30 | Mongolia | 0:3 (0:2) | Laos                                                  | Estadio Sarawak, Kuching                                   |                                                            |
|                               |          | Reporte   | Sitthideth 7' (pen.) · Khouanta 21' · Xaisongkham 83' | Asistencia: 321 espectadores Árbitro(s): Saoud Ali Al-Adba | Asistencia: 321 espectadores Árbitro(s): Saoud Ali Al-Adba |

### Fase de eliminación
|  | Semifinales       | Semifinales |   |      | Final        | Final |  |
|  |                   |             |   |      |              |       |  |
|  |                   |             |   |      |              |       |  |
|  | Nepal (t.s.) (p.) | 2 (3)       |   |      |              |       |  |
|  | Laos              | 2 (0)       |   |      |              |       |  |
|  |                   |             |   |      |              |       |  |
|  |                   |             |   |      |              |       |  |
|  |                   |             |   |      | Nepal        | 1     |  |
|  |                   | Macao       | 0 |      |              |       |  |
|  |                   |             |   |      |              |       |  |
|  |                   |             |   |      |              |       |  |
|  |                   |             |   |      | Tercer lugar |       |  |
|  |                   |             |   |      |              |       |  |
|  | Macao (t.s.) (p.) | 1 (4)       |   | Laos | 3            |       |  |
|  | Brunéi            | 1 (3)       |   |      | Brunéi       | 2     |  |

#### Semifinales
| 12 de noviembre de 2016, 16:30 | Nepal                   | 2:2 (1:1, 0:1) (t. s.)(1:1 t. s.)(3:0 p.) | Laos                                 | Estadio Negeri, Kuching                                       |                                                               |
|                                | Bimal 47' · Ananta 104' | Reporte                                   | Xaisongkham 18' 117'                 | Asistencia: 117 espectadores Árbitro(s): Chuan Hui Jansen Foo | Asistencia: 117 espectadores Árbitro(s): Chuan Hui Jansen Foo |
|                                |                         | Tiros desde el punto penal                |                                      |                                                               |                                                               |
|                                | Heman · Bikram · Sujal  |                                           | Bounlien · Sitthideth · Chanthaphone |                                                               |                                                               |

| 12 de noviembre de 2016, 19:30 | Macao                       | 1:1 (1:1, 0:1) (t. s.)(0:0 t. s.)(4:3 p.) | Brunéi                                                  | Estadio Sarawak, Kuching                              |                                                       |
|                                | Leong 59'                   | Reporte                                   | Shahrazen 27'                                           | Asistencia: 331 espectadores Árbitro(s): Kim Woo-Sung | Asistencia: 331 espectadores Árbitro(s): Kim Woo-Sung |
|                                |                             | Tiros desde el punto penal                |                                                         |                                                       |                                                       |
|                                | Torrão · Leong · Chan · Sio |                                           | Faiq · Shahrazen · Rosmin · Azwan Saleh · Maududi Hilmi |                                                       |                                                       |

#### Partido3.ery 4.º puesto
| 14 de noviembre de 2016, 19:30 | Laos                                                | 3:2 (1:1) | Brunéi            | Estadio Sarawak, Kuching                                           |                                                                    |
|                                | Keoviengpheth 6' · Sitthideth 53' · Xaisongkham 82' | Reporte   | Shahrazen 24' 55' | Asistencia: 257 espectadores Árbitro(s): Muhammad Nazmi Nasaruddin | Asistencia: 257 espectadores Árbitro(s): Muhammad Nazmi Nasaruddin |

#### Final
| 15 de noviembre de 2016, 19:30 | Nepal     | 1:0 (1:0) | Macao | Estadio Sarawak, Kuching                               |                                                        |
|                                | Sujal 29' | Reporte   |       | Asistencia: 157 espectadores Árbitro(s): Payam Heidari | Asistencia: 157 espectadores Árbitro(s): Payam Heidari |

## Estadísticas
| Jugador                 | Goles | PJ |
| ----------------------- | ----- | -- |
| Shahrazen Said          | 4     | 4  |
| Niki Torrão             | 4     | 4  |
| Xaisongkham Champathong | 4     | 5  |
| Azwan Ali               | 2     | 3  |
| Naranbold Nyam-Osor     | 2     | 3  |
| Bimal Gharti Magar      | 2     | 4  |
| Khamphanh Sonthanalay   | 2     | 5  |
| Leong Ka Hang           | 2     | 5  |
| Sitthideth Khanthavong  | 2     | 5  |

| Lista completa          | Lista completa | Lista completa |
| Jugador                 | Goles          | PJ             |
| ----------------------- | -------------- | -------------- |
| Choi Weng Hou           | 1              | 1              |
| Moukda Souksavath       | 1              | 1              |
| Asikur Rahuman          | 1              | 3              |
| Kavindu Ishan           | 1              | 3              |
| Tuguldur Munkh-Erdene   | 1              | 3              |
| Adi Said                | 1              | 4              |
| Ananta Tamang           | 1              | 4              |
| Bharat Khawas           | 1              | 4              |
| Lao Pak Kin             | 1              | 4              |
| Nawayug Shrestha        | 1              | 4              |
| Sujal Shrestha          | 1              | 4              |
| Keoviengpheth Lithideth | 1              | 5              |
| Khouanta Sivongthong    | 1              | 5              |

| Jugador           | Asistencias | PJ |
| ----------------- | ----------- | -- |
| Lam Ka Seng       | 4           | 4  |
| Adi Said          | 2           | 4  |
| Bharat Khawas     | 2           | 4  |
| Leong Ka Hang     | 2           | 5  |
| Phouthone Innalay | 2           | 5  |

| Lista completa          | Lista completa | Lista completa |
| Jugador                 | Asistencias    | PJ             |
| ----------------------- | -------------- | -------------- |
| Phatthana Syvilay       | 1              | 1              |
| Fakharazzi              | 1              | 2              |
| Batbilguun Ganbaatar    | 1              | 3              |
| Mohamed Cassim          | 1              | 3              |
| Gurung Heman            | 1              | 3              |
| Johar Mohamed Zarwan    | 1              | 3              |
| Bounlien Bounpachack    | 1              | 4              |
| Santi Somphoupheth      | 1              | 4              |
| Shahrazen Said          | 1              | 4              |
| Sujal Shrestha          | 1              | 4              |
| Keoviengpheth Lithideth | 1              | 5              |
| Sangvone Phimmasen      | 1              | 5              |

## Premios y reconocimientos

### Jugador del partido
La AFC indica en el reporte oficial de cada encuentro al jugador elegido como el mejor del partido (MVP).
| Fase de grupos - 1.ª jornada | Fase de grupos - 1.ª jornada | Fase de grupos - 2.ª jornada | Fase de grupos - 2.ª jornada | Fase de grupos - 3.ª jornada | Fase de grupos - 3.ª jornada | Fase de eliminación    | Fase de eliminación |
| Jugador                      | Partido                      | Jugador                      | Partido                      | Jugador                      | Partido                      | Jugador                | Partido             |
| ---------------------------- | ---------------------------- | ---------------------------- | ---------------------------- | ---------------------------- | ---------------------------- | ---------------------- | ------------------- |
| Shahrazen Said               | 4-0                          | Bimal Gharti Magar           | 0-0                          | Nawayug Shrestha             | 3-0                          | Xaisongkham C.         | 2-2                 |
| Phatthana Syvilay            | 1-2                          | Leong Ka Hang                | 1-4                          | Kavindu Ishan                | 1-1                          | Maududi Hilmi Kasmi    | 1-1                 |
| Leong Ka Hang                | 2-1                          | Oyunbat Bayarjargal          | 2-0                          | Khouanta Sivongthong         | 0-3                          | Sitthideth Khanthavong | 3-2                 |
|                              |                              |                              |                              |                              |                              | Bimal Gharti Magar     | 1-0                 |

### Mejor jugador del torneo
El premio al mejor jugador del torneo (MVP) fue entregado al futbolista que mostró el mejor desempeño durante la competencia.
- Leong Ka Hang

El delantero macaense estuvo presente en los 5 partidos que disputó su selección en los que registró dos goles y dos asistencias, su primer gol lo marcó en la victoria por cuatro a uno de su equipo ante Laos en el segundo partido de la fase de grupos mientras que su segundo gol se lo hizo a Brunéi en el empate uno a uno de la segunda semifinal. Además, Leong Ka Hang fue elegido dos veces como el mejor jugador del partido, en las victorias de Macao ante Mongolia y Laos de la fase de grupos.

### Goleador del torneo
Premio al jugador que marcó más goles en el torneo.
- Shahrazen Said

El delantero bruneano anotó cuatro goles en cuatro partidos jugados y quedó empatado en la tabla de goleadores con Niki Torrão y Xaisongkham Champathong, sin embargo, Shahrazen Said fue nombrado goleador del torneo gracias a que registro una asistencia de gol durante la competencia superando en este aspecto a los otros 2 goleadores. Su primer gol fue de penal y lo hizo en la victoria ante Timor Oriental en el primer partido del grupo A, el segundo se lo marcó a Macao en el empate a un gol de las semifinales, finalmente anotó dos goles en la derrota de su equipo ante Laos en el partido por el tercer lugar.

### Premio al juego limpio
Premio a la selección que practicó mejor el juego limpio y con el mejor registro disciplinario.
- Laos